# 아래둔덕
아래둔덕(영어: inferior colliculus, IC, 낮은 언덕을 의미하는 라틴어) 또는 하구는 청각 경로의 주요 중뇌 핵이며 청각 경로의 여러 말초 뇌간 핵뿐만 아니라 청각 피질로부터의 입력도 받는다. 하구(inferior colliculus)는 중앙 핵, 이를 둘러싸는 등쪽 피질, 측면에 위치한 외부 피질의 세 부분으로 구성된다. 그것의 이중 모드 뉴런은 체성 감각 핵으로부터 투영을 받는 청각-체성 감각 상호 작용에 연루되어 있다. 이러한 다중감각 통합(multisensory integration)은 발성, 씹기 또는 호흡 활동에서 발생하는 자체 효과 소리를 필터링하는 기초가 될 수 있다.
아래둔덕은 중간뇌 덮개의 일부이며, 위둔덕과 함께 사구체(corpora quadrigemina)를 형성한다. 하구는 동측 상구의 꼬리쪽(caudal)/아래쪽, 위소뇌다리(superior cerebellar peduncle, 상소뇌각) 및 활차 신경의 입쪽/위쪽, 내측 슬상 핵 및 외측 슬상 핵의 돌출 기저부에 위치한다.

## 같이 보기
- 위둔덕 (superior colliculus, 상구)
- 덮개앞구역 (pretectal area, pretectum)
- 뒤판 (tegmentum)
- 중간뇌#덮개 (tectum)
- 시상밑부 (subthalamus, 시상저부)
- 시상상부 (epithalamus)
- 양산 세포 (parasol cell, M 세포)
- 위올리브복합체 (superior olivary complex, 상올리브복합체, superior olivary nucleus, 위올리브핵, 상올리브핵)
- 아래올리브핵 (inferior olivary nucleus, 하올리브핵)
- 안쪽무릎핵 (medial geniculate nucleus)